# Subasta holandesa
La subasta holandesa es un tipo de subasta en la que el subastador comienza subastando con un alto precio, que es rebajado hasta que algún participante está dispuesto a aceptar el precio del subastador, o hasta que se llega al precio de reserva, que es el precio mínimo aceptado para esa venta. El participante ganador paga el último precio anunciado. 
Este tipo de subasta es conveniente cuando es importante subastar los bienes rápidamente, y una venta nunca requiere más de una puja, que es aumentar el precio puesto a algo que se subasta. Teóricamente, la estrategia y resultados del pujo de la subasta holandesa es igual al de una subasta de primer precio, pero de cualquier modo, pruebas indican que a veces una subasta holandesa termina con precios de venta menores.
La subasta holandesa tiene su mejor exponente con las subastas de tulipanes holandeses, en Holanda este tipo de subasta es llamado 'Subasta China'. Otro nombre holandés dado para esta subasta es: Afmijnen, que significa 'dando por mío', debido a que el precio cuando convence al comprador, este dice: 'Mío!'[cita requerida]
El término 'subasta holandesa' es a veces usado en las subastas en red, donde varios bienes iguales son vendidos simultáneamente a un número igual de postores.[cita requerida]

## Historia
Heródoto da cuenta de una subasta de precio descendiente en Babilonia, lo que sugiere que mecanismos similares a las subastas holandesas fueron usadas en tiempos antiguos. Las subastas de precio descendiente fueron usadas en Holanda en el siglo XVII para vender propiedades y pinturas. La forma holandesa de subastar apareció también en Inglaterra en el siglo XVII, denominada "mineing". En este tipo de subasta, que se decía era "un método de venta hasta ahora no usado en Inglaterra", el vendedor comenzaba con un precio alto que se reducía secuencialmente hasta que un comprador gritaba "¡Mío!": 32  El diario The Times mencionó una subasta holandesa en 1788.

## Proceso de subasta
Antes de que comience propiamente la subasta, el vendedor presenta información acerca de los objetos a la venta. Esta información puede, por ejemplo, mostrarse en un reloj u otro dispositivo electrónico al frente del sitio.
Una subasta holandesa ofrece inicialmente un objeto a un precio en exceso a la cantidad de lo que el vendedor espera recibir. El precio baja en pasos hasta que un comprador acepta el precio actual. Esta puja gana la subasta y paga ese precio por el objeto. Por ejemplo, un negocio puede subastar un auto usado de la compañía con una puja inicial de €15,000. Si nadie acepta este precio inicial, el vendedor reducirá el precio sucesivamente en incrementos de €1,000. Cuando el precio llegue a €10,000, un comprador particular—que siente que el precio es aceptable y que alguien más podría hacer una puja pronto—rápidamente acepta la puja y paga €10,000 por el auto.

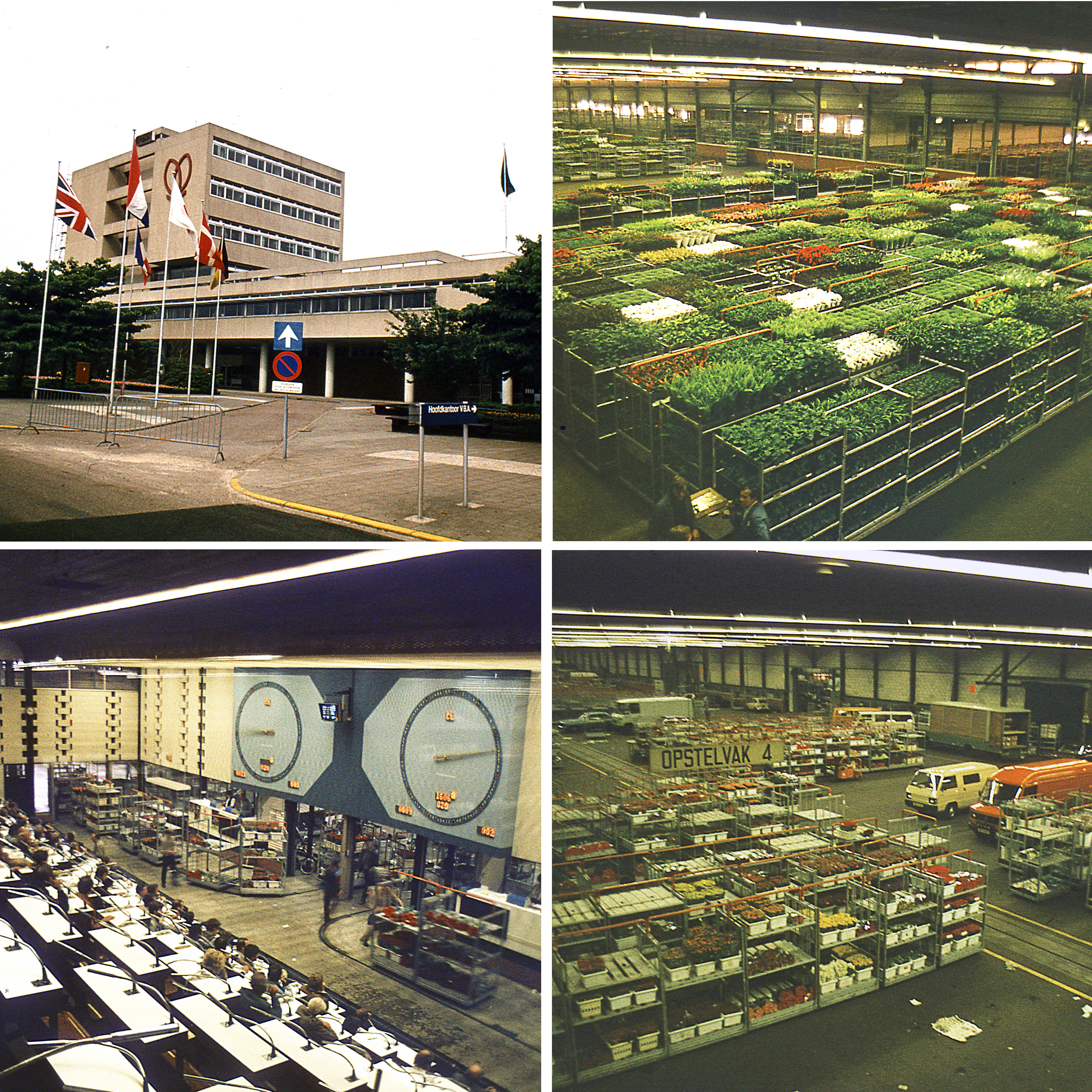
Subasta de flores en Aalsmeer.